# 6582 Flagsymphony
A 6582 Flagsymphony (ideiglenes jelöléssel 1981 VS) a Naprendszer kisbolygóövében található aszteroida. Edward L. G. Bowell fedezte fel 1981. november 5-én.